# Wicks Corner
Wicks Corner (également dénommée Antelope Springs, Wicks, Wicks Ranch, Wicks Tavern et Wick) est une communauté non incorporée située dans le comté de Butte, dans l'État américain de Californie. Elle se trouve à la jonction des California State Routes 70 (en) et 149 (en), à 83 m d'altitude.
Un bureau de poste est ouvert au public de 1884 à 1886 à Wick. La communauté est nommée d'après son premier receveur des postes, Moses Wick.